# Калниете, Сандра
Са́ндра Ка́лниете (латыш. Sandra Kalniete; род. 22 декабря 1952) — латвийский политический деятель. Член партии «Гражданский союз», затем партии «Единство». Депутат Европейского парламента с 14 июля 2009 года. Член фракции Европейской народной партии (Христианские демократы).
Была активистом Народного фронта Латвии, затем дипломатом, в 2002—2004 годах — министром иностранных дел в кабинете Эйнара Репше, в 2004 году временным еврокомиссаром от Латвии, в 2006 году избрана депутатом Сейма от «Нового времени», в 2008 году стала одной из лидеров новой партии «Гражданский союз», потом член партии «Единство», в 2009 году избрана депутатом Европарламента, где присоединилась к группе Европейской Народной партии (христианских демократов).

## Биография
Родилась 22 декабря 1952 года в посёлке Тогур Колпашевского района Томской области, РСФСР, СССР, в семье ссыльных Лигиты и Айвара Калниетов. Мать Лигита, урождённая Дрейфелде (1926—2006), была вместе с матерью и отцом депортирована в Сибирь в июне 1941 года. В 1948 году мать Сандры Лигита возвратилась в Латвию, но в 1949 году была заключена под стражу и выслана обратно в Сибирь. Отец Айварс (1931 года рождения) был выслан в Сибирь 25 марта 1949 года вместе со своей матерью.
30 мая 1957 года вместе с родителями четырёхлетняя Сандра Калниете вернулась в Латвию. Училась в рижских 39-й восьмилетней, 49-й средней, 39-й средней (1960—1971) школах, на заочном отделении истории и теории искусства факультета критики искусств Латвийской художественной академии (1975—1981). Затем С.Калниете работала швеёй (портным) в салоне «Балтияс модес» производственного объединения «Дайльраде» (1981—1982). В 1983 году была назначена на пост секретаря-референта в Союзе художников Латвийской ССР, была ответственным секретарём в его правлении (1987—1990). По совместительству работала секретарём в издательстве «Лиесма» (1985—1987).

### Политическая деятельность
В 1988 году С. Калниете вступила в Народный Фронт Латвии (НФЛ) и была избрана заместителем председателя. В программе, утверждённой на Учредительном съезде 7 октября, указывалось, что НФЛ действует на принципах, высказанных коммунистами и трудящимися, в соответствии с установками резолюций XXVI съезда КПСС и 19-й всесоюзной партконференции, а также выступает за формирование национальных отношений на основе ленинских принципов. Новоизбранная дума Народного фронта при определении зарплат руководства приняла за образец оклады секретарей ЦК Компартии Латвии, вспоминала Сандра Калниете: ей самой назначили 450 рублей, а председателю 600. На осуждающие комментарии прессы один из руководителей НФЛ Янис Шкапарс ответил: «Не одними же народными песнями нам жить».
После принятия Верховным Советом Латвийской ССР декларации «О восстановлении независимости Латвии» работала в Министерстве иностранных дел Латвийской Республики руководителем протокольной службы (1990—1993) под началом Яниса Юрканса.
В кабинете министров правительства Ивара Годманиса занимала пост заместителя министра иностранных дел Латвии. Из-за романа с Годманисом пыталась покончить с собой, но её жизнь удалось спасти благодаря вмешательству Яниса Юрканса. После выздоровления и обсуждения ситуации на заседании комиссии по иностранным делам Верховного совета шеф направил её работать 1-м секретарём посольства Латвийской Республики в Великобритании.
В 1992 году Калниете окончила курсы международных отношений в Университете Лидса.
С 1993 по 1995 год была Чрезвычайным и полномочным послом Латвии в Организации Объединённых Наций и в европейской штаб-квартире ЮНЕСКО в Женеве. В 1995 году окончила курсы международных отношений Университета Женевы.
В 1996 году Калниете попросила и получила кредит в размере 10 тысяч долларов на месте работы, в МИДе, на 2 года под 5 % годовых, для покупки квартиры в центре Риги, на ул. Антонияс, 22. Это было время после банковского кризиса 1995 года, когда большинство жителей Латвии могли рассчитывать только на кредит не более чем на год и по ставке от 24 до 48 % годовых. После приобретения квартиры Калниете сдавала её в аренду, получая доход, а затем заложила в банке, чтобы купить ещё одну квартиру в том же доме. Общая стоимость этой недвижимости к 2006 году, когда эти сделки стали достоянием общественности, достигала полумиллиона латов (свыше 700 тыс. евро). Комментируя эту ситуацию, живущая в Стокгольме медиаэксперт Сандра Вейнберга отметила: «Политикам и в частной жизни нужно быть способными доказать, что они могут реализовать то, что требуют от других, здесь действует принцип — не слушай мои слова, смотри на дела».
С 1997 по 2002 год Калниете работала послом Латвии во Франции. В 2002 году она была утверждена в должности министра иностранных дел Латвийской Республики в правительстве Эйнара Репше («Новое время») (ноябрь 2002 года — март 2004 года). В январе 2006 года вступила в правую консервативную партию «Новое время», в ноябре того же года была избрана от этой партии в Сейм Латвии.
В 2007 году выдвигалась от своей партии на пост президента страны, но затем отозвала свою кандидатуру и предложила то же сделать представителям других партий.
В январе 2008 года вышла из партии «Новое время» и приступила к образованию новой политической силы «Гражданский союз». В апреле создала её и стала её председателем.
В июне 2009 года была избрана в Европейский парламент от партии «Гражданский союз», где присоединилась к группе Европейской народной партии (христианских демократов). Была избрана членом комиссии внутреннего рынка и защиты потребителей и заместителем председателя комитета по сельскому хозяйству и развитию села. Заместитель председателя делегации Европейского парламента в Японии и заместитель председателя объединённого парламентского комитета ЕС и Турции.
В 2011 году партии «Новое время», «Гражданский союз» и «Общество за другую политику» объединились в партию «Единство». 26 ноября 2011 года на съезде партии «Единство» Сандра Калниете была избрана её председателем, повторно — 1 декабря 2012 года.
2 марта 2015 года при въезде на территорию Российской Федерации (для участия в похоронах Бориса Немцова) была задержана в аэропорту «Шереметьево» и отправлена на родину в соответствии с санкциями, наложенными Российской Федерацией в отношении лиц, осуществляющих деструктивную политику в отношении России. Этот поступок оппозиционным порталом Pietiek был расценен как акт саморекламы, поскольку перед вылетом в Москву Калниете знала, что включена в «чёрный список» в ответ на аналогичные действия латвийского МИДа в отношении Кобзона, Газманова и Валерии. «Ни один разумный человек не будет падать в открытый канализационный люк, чтобы привлечь к себе внимание, — указывалось в комментарии. — Трагическое событие Калниете, используя все современные информационные технологии, обратила в огромную кампанию саморекламы — посмотрите, как хороша я, депутат ЕП, и как плоха Россия». Калниете была объявлена персоной нон грата в Российской Федерации до 11 октября 2019 года.
В 2021 году Калниете возглавила в Европарламенте рабочую группу по разработке нормативных документов, нацеленных на противодействие дезинформации и создание «безопасного информационного пространства», особенно на крупных интернет-платформах, которые, по мнению евродепутата, «слабо контролируются». Она усматривала опасность в работе закрытых групп в «Signal» или «WhatsApp», хотя призналась, что сама состоит в таких группах по вопросам Белоруссии. Поддержав блокировку профилей бывшего президента США Дональда Трампа в соцсетях, она отметила, что для этого должна быть «ясная законная процедура».

## Награды
- 1995 — Великий офицер ордена Трёх звёзд[10]
- 2000 — Премия Кабинета министров Латвии
- 2001 — Командор ордена Почётного легиона (Франция)
- 2002 — Командор ордена Академических пальм (Франция)
- 2004 — Великий офицер ордена Великого князя Литовского Гядиминаса (Литва)
- 2005 — Крест Признания 1 класса (22 марта 2005 года)[11][10]
- 2009 — Золотая медаль Fondation Mérite Européen
- 2009 — Медаль Балтийской ассамблеи
- 2012 — Орден Креста земли Марии 2 класса (Эстония)
- 2018 — Президентская медаль свободы Трумэна-Рейгана[12]
- 2019 — Орден княгини Ольги I степени (23 августа 2019 года, Украина) — за весомый личный вклад в укрепление международного авторитета Украины, развитие межгосударственного сотрудничества, плодотворную общественную деятельность[13][14]

## Частная жизнь
С.Калниете в 2009 году вышла замуж за своего давнего друга, швейцарского архитектора из латышских беженцев Второй мировой войны Ансиса Рейнхолда, который жил в Женеве вместе с отцом, стоматологом, с 1955 года и там же получил образование. В 1989 году его приняли на работу в женевское представительство Латвии в ООН. «Мне тогда это было очень нужно, поскольку я „выросла в советской бочке и кормилась через соломинку“ [латышская пословица об ограниченности]. Ансис мне открыл настоящий западный мир», — говорила она. В 2015 году Ансис переехал жить в Латвию, у пары было поместье в Алсунге, но в 2020 году они решили его продать, так как уже не справлялись с хозяйством.